# ساداهارو تانیکاوا
ساداهارو تانیکاوا (انگلیسی: Sadaharu Tanikawa؛ زادهٔ ۲۷ سپتامبر ۱۹۶۱) روزنامه‌نگار و کارآفرین اهل ژاپن است، که در سال ۲۰۰۸ شرکت تبلیغات ورزشی دریم را تأسیس کرد.